# أبو حديدة
بوحديدة بلدة موريتانية وإحدى بلديات ولاية البراكنة.